# Étienne Ier de Croatie
Pour les articles homonymes, voir Étienne Ier.
 (septembre 2018).
Si vous disposez d'ouvrages ou d'articles de référence ou si vous connaissez des sites web de qualité traitant du thème abordé ici, merci de compléter l'article en donnant les références utiles à sa vérifiabilité et en les liant à la section « Notes et références ».
Étienne Ier (en croate, Stjepan I) mort en 1058, fils et successeur de Krešimir III, fut roi de Croatie de 1030 à 1058. 

## Biographie
Il perd, en 1037, une partie du sud de la Dalmatie (portions de la Travounie et de la Zachoumlie) au profit de la principauté serbe de Dioclée. Par la suite, il perd au profit de la Dioclée les territoires dalmates situés au sud de Knin. Le seul succès d’Étienne Ier est de rallier le duc serbe de Paganie à son État après 1050. 
Le Grand schisme d'Orient brise, en 1054, l'unité de la communion entre, d'une part, l'Eglise de Rome — à laquelle la Croatie demeure attachée — et, d'autre part, l'Église de Constantinople.
Son successeur est Petar Krešimir IV.